# Mary Elizabeth Phillips
Mary Elizabeth Phillips (15 de julio de 1880-21 de junio de 1969) fue una sufragista, feminista y socialista británica. Fue la sufragista que sufrió una prisión más larga. Trabajó para Christabel Pankhurst pero fue despedida; luego trabajó para Sylvia Pankhurst bajo el nombre de Mary Pederson (o Paterson). Más tarde apoyó a organizaciones de mujeres y niños.

## Biografía
Mary Elizabeth Phillips nació en St Mary Bourne, Hampshire, hija de William Fleming Phillips y Louisa Elizabeth Phillips. Su padre era un médico que trabajaba en Glasgow.

## Activista sufragista

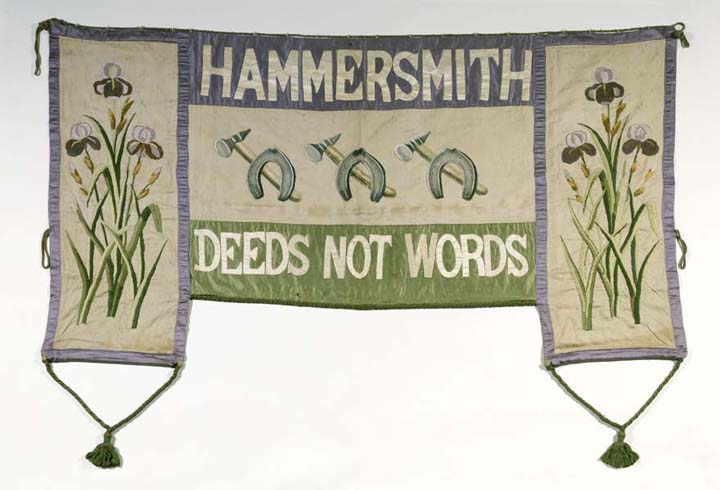
Estandarte de la WSPU «Deeds Not Words» («Obras, No Palabras»)

Phillips fue animada por su padre a hacer campaña por los derechos de la mujer y en 1904 se convirtió en funcionaria remunerada de la Asociación para el Sufragio Femenino de Glasgow y el Oeste de Escocia. Más tarde informó de que esto le enseñó que la campaña silenciosa no iba a ser suficiente y se unió a la Unión Social y Política de las Mujeres, más radical, en 1907 y estableció una sucursal en Glasgow de la WSPU. Escribió artículos para Forward que era la revista del Partido Laborista Independiente de Glasgow.  Phillips ayudó a Helen Fraser con las campañas para el movimiento en East Fife.
Su siguiente campaña de la WSPU fue en el oeste de Inglaterra organizando planes de visita con Annie Kenney, Elsie Howey, Gladice Keevil, Clara Codd y más tarde estuvo en la plataforma, hablando en Plymouth en noviembre de 1908 con Annie Kenney y Mary Blathwayt.
En marzo de 1908 fue sentenciada a seis semanas en la prisión de Holloway tras una manifestación ante la Cámara de los Comunes. Como parte de otra delegación en junio de 1908, con Emmeline Pankhurst, y otras doce mujeres, entre ellas Emmeline Pethick-Lawrence, Jessie Stephenson, Florence Haig, Maud Joachim, fueron rechazadas en una visita concertada al Primer Ministro el 30 de junio de 1908 y una multitud de seguidores trató de atravesar a toda prisa una línea policial que respondió con fuerza física, lo que dio lugar a un nuevo arresto y a una sentencia de tres meses, convirtiendo a Phillips en la presa sufragista de mayor duración. Se dice que la foto de una sufragista detenida por la policía es de Phillip.
Cuando Phillips fue liberada de la prisión fue recibida por Flora Drummond,  y otras sufragistas con gaitas y tartán que posaron para una fotografía, bajo el lema "Ye Mauna Tramp on the Scotch Thistle Laddie". Las sufragistas escocesas presentes compararon su lucha con la campaña de William Wallace.

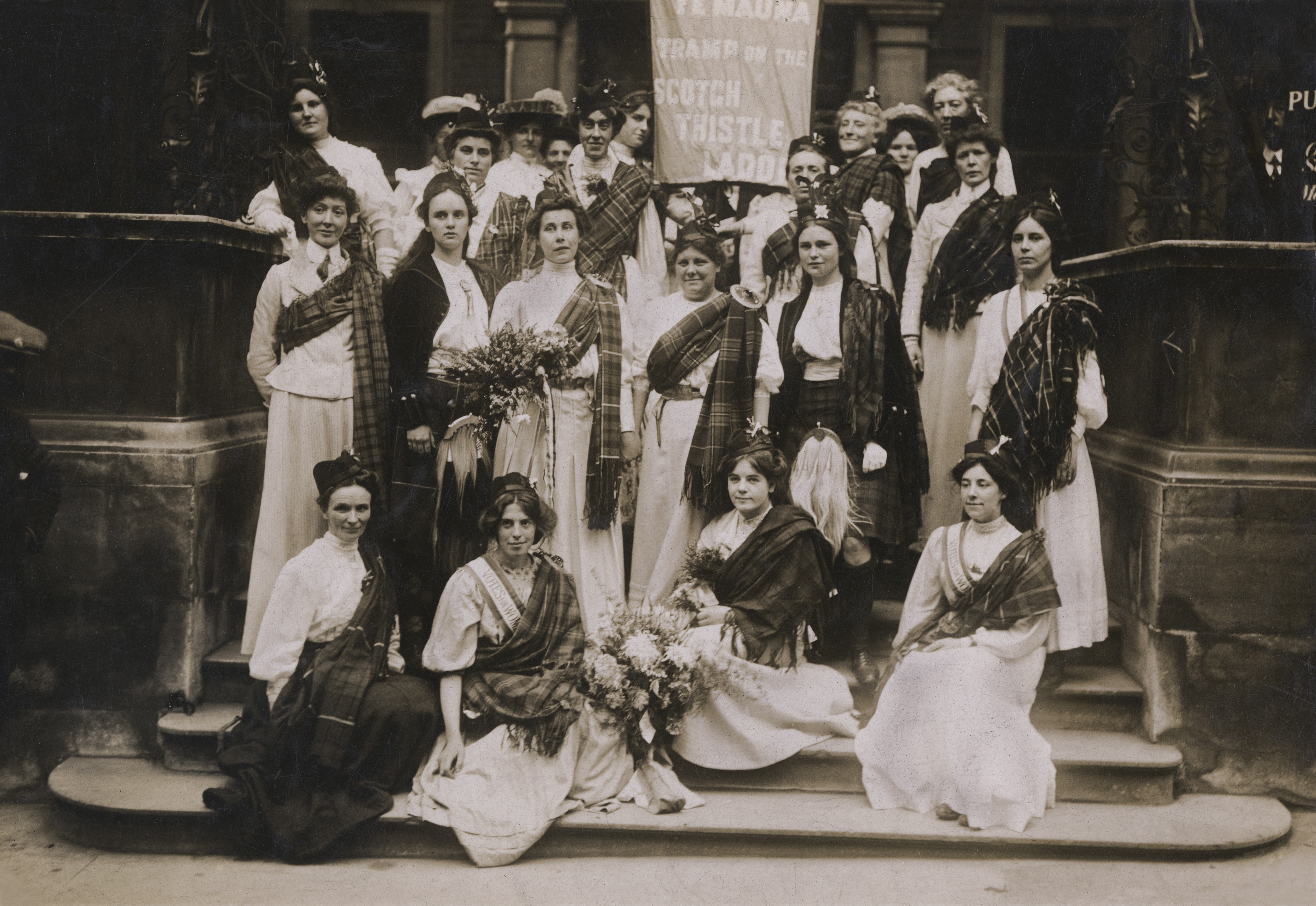
Mary Phillips (tercera por la izquierda) recibida por sufragistas con fajas de tartán:"Ye Mauna Tramp on the Scotch Thistle Laddie".

Phillips mostró a otras sufragistas diferentes formas de protesta, incluida la de hacer que Charlotte Marsh la ayudara en su pavimento de tiza en Lambeth, a quien Philips notó que «soportaba las burlas y el manejo brusco» que las mujeres tuvieron en el proceso. Su siguiente ubicación a partir de enero de 1909, fue en Newcastle y luego de regreso al sur a Cornualles y Devon. Ella estaba entre la fiesta de bienvenida de otra prisionera liberada, Emmeline Pethick-Lawrence, en abril de 1909, con Emmeline Pankhurst, dos hermanas Kenney, Vera Wentworth, Minnie Baldock y Mary Gawthorpe. Fueron llevadas a unirse con 500 sufragistas en un almuerzo de celebración en el restaurante Criterian, Picadilly Circus.
Phillips fue arrestada más tarde, en 1909, junto con Vera Wentworth y Elsie Howie, por intentar forzar su asistencia a una reunión de hombres en Exeter, en la que habló Lord Carrington, responsable de la Junta de Agricultura y Pesca. Durante sus siete días de prisión se puso en huelga de hambre y fue liberada después de cuatro días «en un estado peligroso». Otros líderes de la WSPU Mary Blathwayt, Emily Blathwayt, escribieron en sus diarios sobre Phillips sufriendo desmayos, y Emmeline Pankhurst le escribió «mi querida niña cuídate y haz todo lo que esté en tu poder para recuperar tu salud y fuerza». Phillips también llevó a cabo lo que Christabel Pankhurst llamó una «espléndida protesta» mostrando «valor e ingenio» escondiéndose bajo el escenario durante la noche, saltando y gritando «Votos para las mujeres» y objetando el encarcelamiento de Patricia Woodlock cuando dos ministros del gabinete fueron premiados con títulos honoríficos en el St George's Hall de Liverpool.

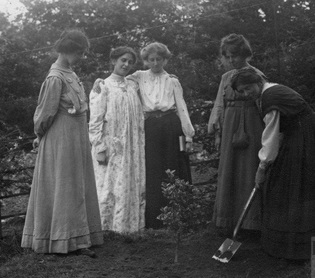
Millicent Browne plantando un árbol en Eagle House, con Mary Phillips, Vera Wentworth, Elsie Howey y Annie Kenney.

Phillips fue invitada a la casa de Mary Blathwayt en Batheaston, donde las sufragistas líderes se encontraron y se recuperaron. Era conocida como el «Descanso de la sufragista». Se pidió a las visitantes importantes que plantaran un árbol, para registrar sus léxitos en nombre de la causa, por ejemplo, una sentencia de prisión.
Phillips había recibido una Hunger Strike Medal «por Valor» de la WSPU.
En noviembre de 1909, Phillips escribió a Christabel Pankhurst pidiendo que se le relevara de un papel militante, lo que fue apoyado plenamente y no tuvo más problemas durante los tres años siguientes. En ese momento se le dio el trabajo de ser la organizadora de la WSPU en Liverpool, pero esto duró poco y Ada Flatman se hizo cargo de ese papel. En 1910 Phillips fue enviada como organizadora de la WSPU para Bradford, cuando Pankhurst le escribió pidiéndole su ayuda para asegurar que el grupo de mujeres no expresara sus condolencias por la pérdida del hijo de 20 años de Pankhurst, Harry, que había muerto de polio, diciéndole: «Quiero terminar mi trabajo, y sé que todos ustedes me ayudarán a hacerlo».
Phillips trabaja en la WSPU mayormente bajo la dirección de Christabel Pankhurst que la había alabado y aumentado su salario. A finales de 1912 su propia madre, también en la WSPU, no había llamado a Mary a su lecho de muerte en Cornwall debido a su creencia de que el «movimiento necesitaba sus servicios».
Pero el 9 de julio de 1913 fue despedida por Christabel Pankhurst, quien escribió diciendo «que no eres eficaz como organizadora de distrito»; esto puede haberse debido a que Phillips ya no favorecía fuertemente la militancia. A pesar de su largo apoyo trabajando en todo el país, cuatro encarcelamientos y una huelga de hambre, Phillips tuvo que anunciar sus propios servicios en «situaciones buscadas» en The Suffragette. Se mudó al East End de Londres, viviendo en Canning Town e inmediatamente se fue a trabajar con Nora Smyth para la Federación de Sufragistas del Este de Londres, rival de Sylvia Pankhurst, con Pankhurst, Keir Hardie, Julia Scurr, Millie Lansbury, Eveline Haverfield, Nellie Cressall y George Lansbury. Phillips continuó promoviendo el socialismo y escribió para el semanario The Women's Dreadnought para mujeres trabajadoras. Se convirtió en la organizadora remunerada a tiempo completo de la federación que trabajaba con May Billinghurst. En 1916 trabajaba para la Nueva Sociedad Constitucional para el Sufragio Femenino, que no apoyaba (ni condenaba) la militancia.
A partir de este momento se llamó  Mary Pederson, o Paterson. Mary influyó a mujeres trabajadoras como Charlotte Drake, costurera y camarera, esposa de un trabajador químico y madre de cuatro hijos menores de 8 años, a convertirse también en activista del sufragio femenino. Drake fue entrevistada por la BBC en 1968 y explicó el inusual apoyo que su marido le dio cuando fue interrumpido por los hombres sobre el lugar de la mujer en la sociedad.

## Últimos años
Phillips trabajó para los Sufragistas Unidos desde 1915 hasta 16, y para la Liga Internacional de Mujeres por la Paz y la Libertad y el Save the Children. Phillips editó un servicio de noticias del comercio cervecero de 1928 a 1955, y luego fue editor del Consejo de Trabajo Social. Se unió a la Beca Sufragista y al Six Point Group, y en una entrevista en 1955 se lamentó de la «manera furtiva» en que las mujeres obtuvieron el voto como una «especie de anticlímax en realidad» pero «fue muy bueno ser parte de ello».
Mary Phillips murió en un hotel de Hove en Sussex en 1969.